# Bobby Clarke (cầu thủ bóng đá)
Bobby Clarke (13 tháng 10 năm 1941 – tháng 8 năm 2008) là một cầu thủ bóng đá người Anh, thi đấu ở vị trí tiền đạo tầm xa cho Chester và Witton Albion.